# Vittorio Alfieri
Vittorio Amedeo Alfieri [alfjêri], italijanski grof, pesnik in dramatik, * 16. januar 1749, Asti, † 8. oktober 1803, Firence.

## Dela
- Saul (Saul, 1782)
- Filip (Filippo, 1775, objavljeno 1783)
- Rozamunda (Rosmunda, 1783)
- Oktavija (Ottavia, 1783, ponovno objavljeno 1788)
- Merope (Merope, 1782)
- Marija Stuart (Maria Studarda, 1788)
- Agide (Agide, 1788)
- Bruto primo (Bruto primo, 1789)
- Bruto secondo (Bruto secondo, 1789)
- Don Grazia (Don Grazia, 1789)
- Sofonisba (Sofonisba, 1789)
- Orst (Oreste, 1783)
- Kleopatra (Cleopatra, 1774-1775, posmrtno objavljeno 1815)
- Avtobiografija
- 6 komedij
- razprava O tiraniji (Della tirannide, 1777-1790)